# Мюнстер, Якоб Петер
Якоб Петер Мюнстер (дат. Jakob Peter Mynster, 8 ноября 1775, Копенгаген — 30 января 1854, Копенгаген) — епископ Зеландский, известный датский проповедник.
Был одним из главных противников радикализма. Из проповедей Мюнстера особенно известны первые два тома так наз. «Spjellerupspraedikener» (по деревне Spjelleruр, где он служил первоначально), изданы в 1810 и 1815 гг. За ними последовали «Praedikener til hele Kirkeaaret» и главный труд его: «Betragtninger over de kristelige Troeslaerdomme» и «Grundrids af den kristelige Dogmatik».